# Ateu Pretextat
Ateu Pretextat o simplement Ateu (en llatí Ateius Pretextatus) conegut també per Ateu el Filòleg (Philologus) va ser un gramàtic grec nascut a Atenes, però que va exercir a Roma. Allà en va ser un dels més famosos. Era qualificat pels autors antics, de gramàtic, de retor, de conseller o de mestre. El títol de filòleg és equivalent a erudit i Suetoni diu d'ell que tenia "coneixements nombrosos i variats". Va ser deixeble de Marc Antoni Gnifó.
El seu nom era Ateius, però era conegut per Pretextatus i per Philologus. Va viure a la segona meitat del segle I aC. Era un llibert i potser va ser esclau del jurista Ateu Capitó. Era íntim amic de l'historiador Sal·lusti pel qual va escriure un extracte d'història romana (Breviarium rerum omnium Romanarum) i de Gai Asini Pol·lió. Suetoni diu que va escriure més de vuit cents llibres, dels quals només se'n conserva algun fragment.